# Blaž Prapotnik
Blaž Prapotnik, grafični oblikovalec, urednik, pesnik, publicist in glasbenik, 24. september 1966, Slovenj Gradec.
Je grafični oblikovalec (Epigraf) in urednik pri založbi Cerdonis, soureja Odsevanja – revijo za leposlovje in kulturo. Leposlovje in publicistiko objavlja tudi v drugih slovenskih revijah ter časopisih. V samozaložbi je izdal tri grafično-poetične monografije in dve uradni pesniški zbirki Pegaz prebija zvočni zid (Voranc, Ravne na Koroškem, 1992, spremna beseda Ciril Zlobec), V redu kaos (Cerdonis, Slovenj Gradec, 1996, spremna beseda Milan Vincetič in Marjan Pungartnik) ter zbirko songov Blažev žegen (Cerdonis, Slovenj Gradec, 2005).
Kot avtor in bas/kitarist z zasedbo Blažev žegen ex (Ex animo) ustvarja ter izvaja lastno glasbo (mini album Ekslibris – CD, 2001, samozaložba).